# Schindel (Adelsgeschlecht)

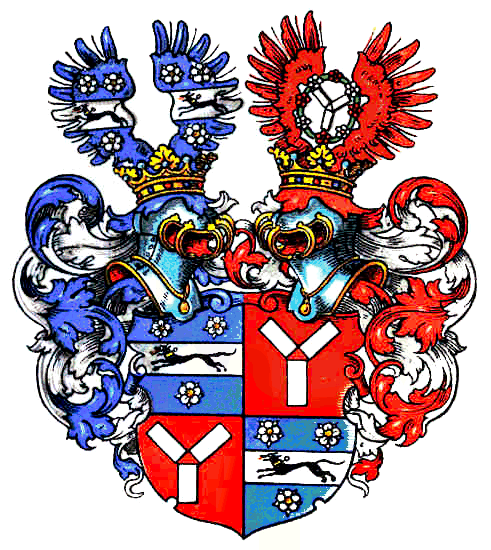
Gemehrtes Wappen der Einem-Schindel

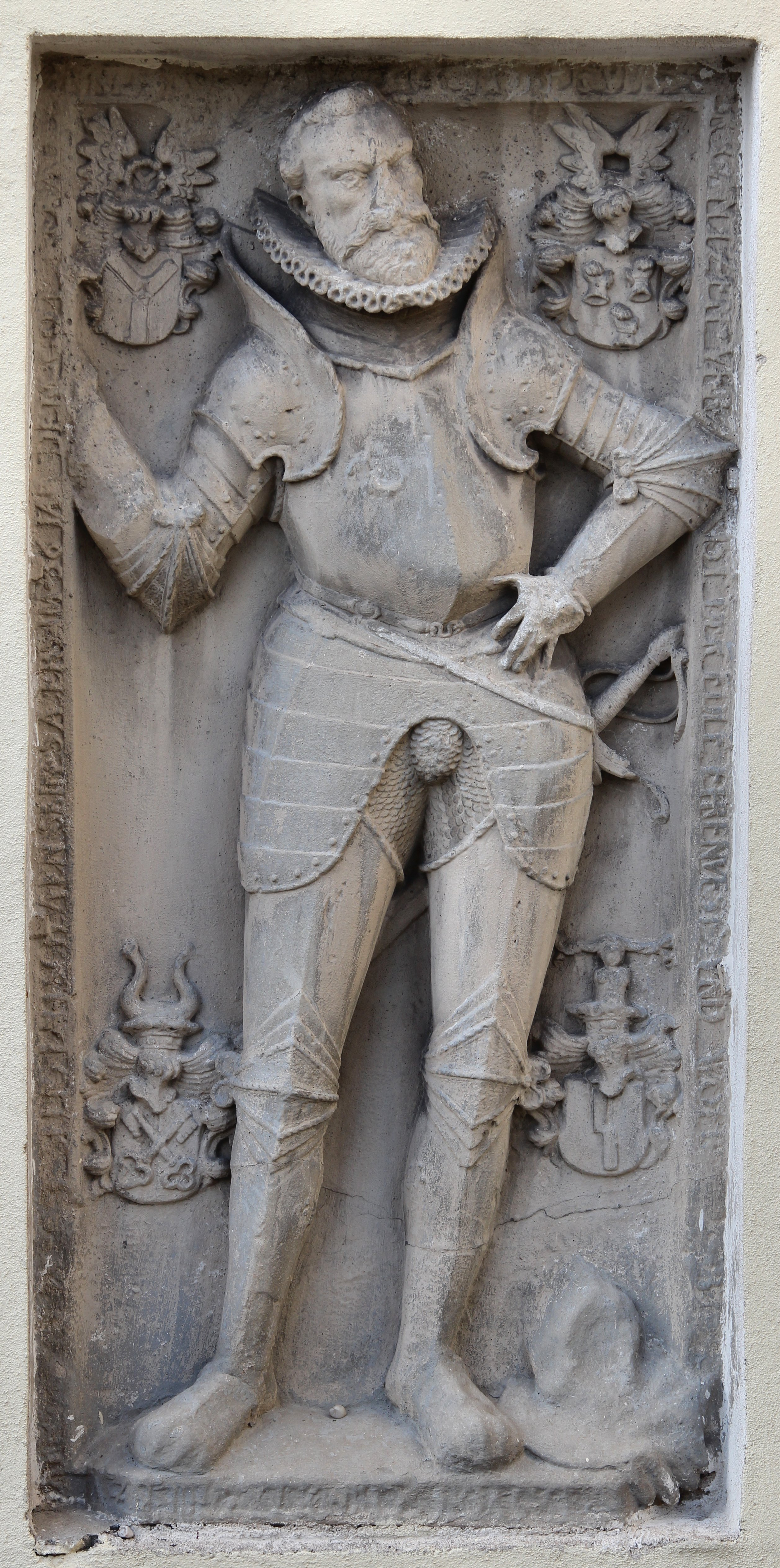
Grabstein eines Ritters aus der Familie von Schindel in Arnsdorf

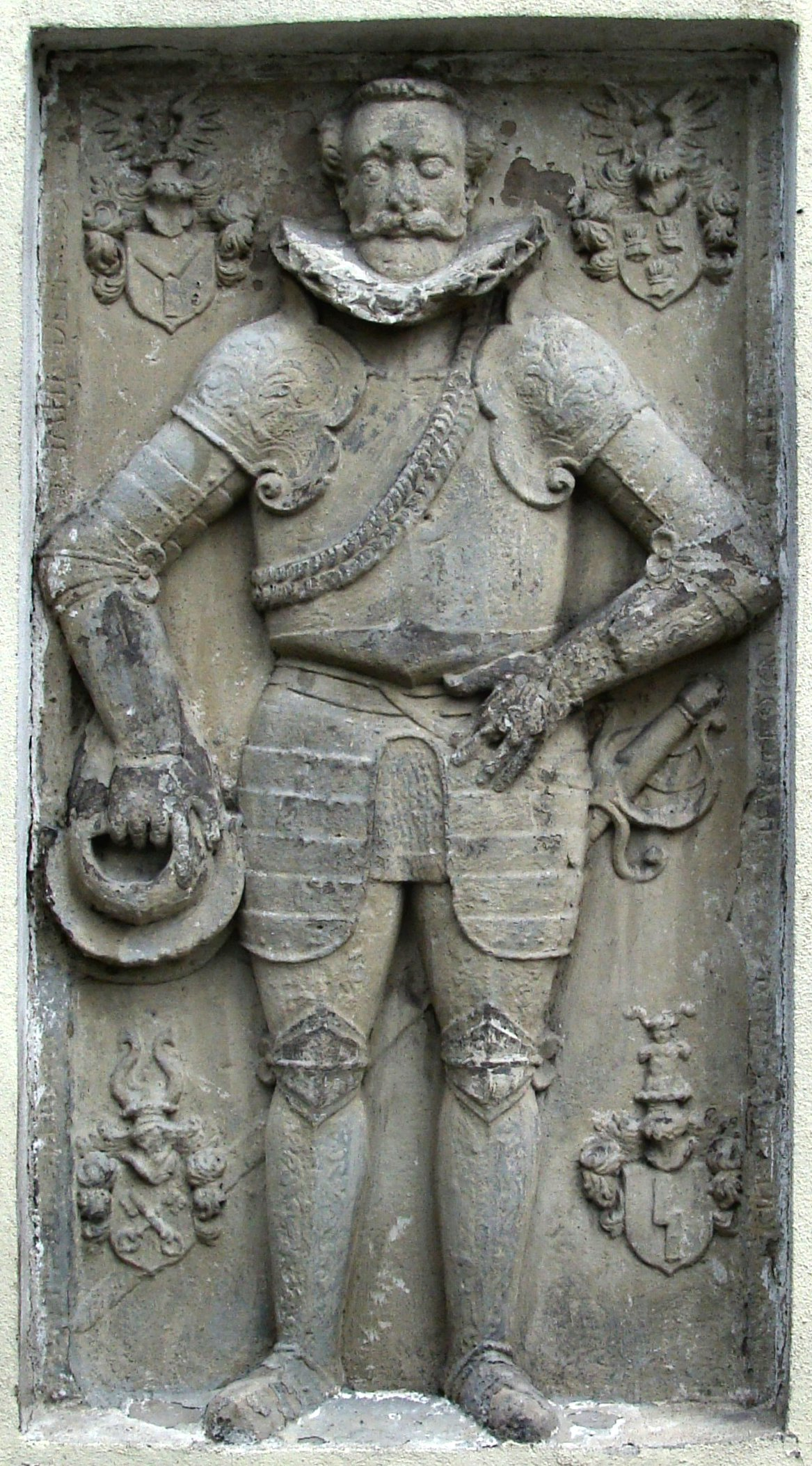
Grabstein eines Ritters aus der Familie von Schindel in Arnsdorf

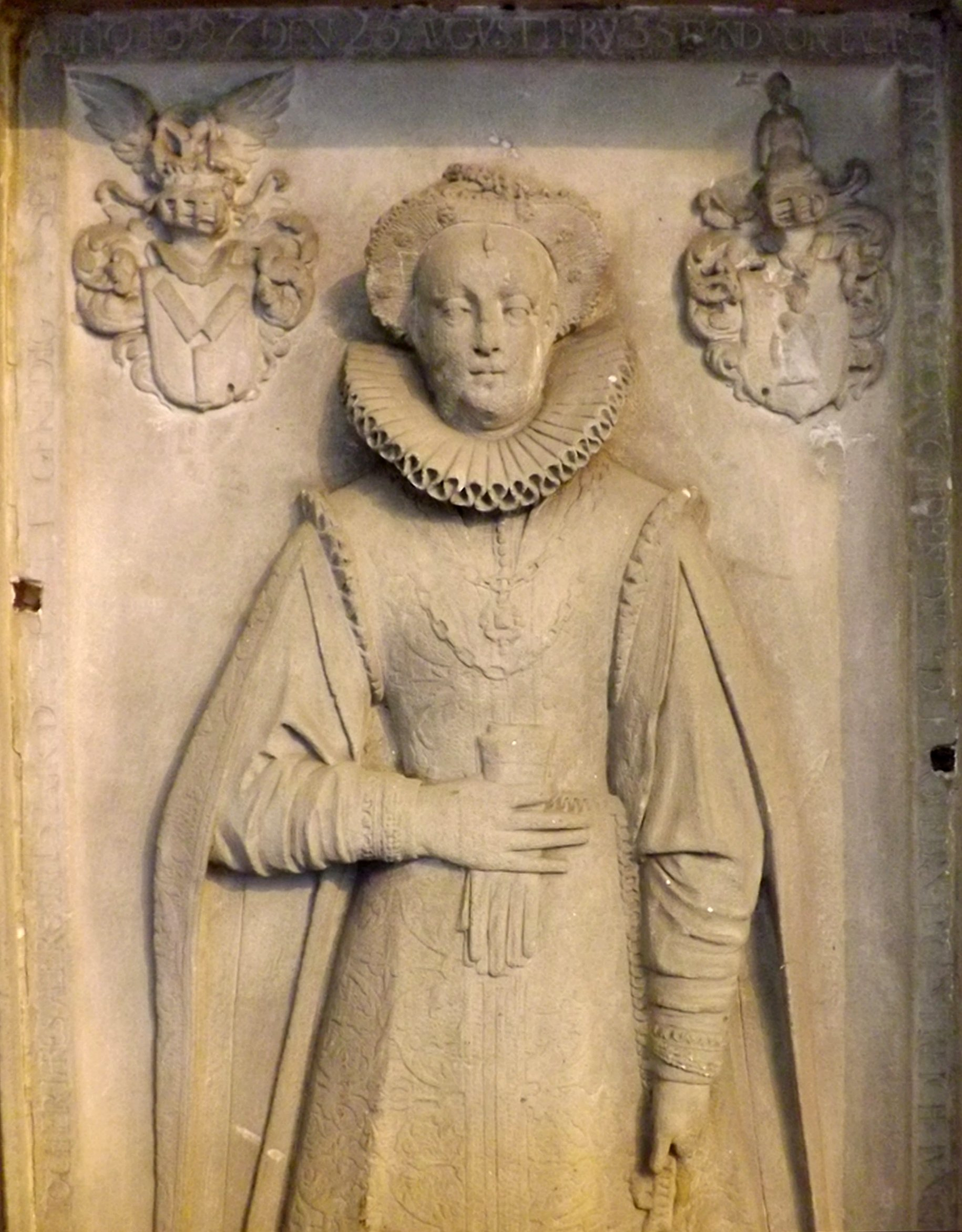
Grabstein der Barbara von Schindel († 1597)

Schindel war der Name eines schlesischen Uradelsgeschlechts, das sich auch in der Oberlausitz und Dänemark ausbreitete und in der zweiten Hälfte des 19. Jahrhunderts erlosch.  

## Geschichte

### Schlesien
Das schlesische Rittergeschlecht ist zu unterscheiden von den braunschweigischen und schwäbischen von Schindel, die als Wappen "im blauen Schild einen gelben Hirsch auf einem weißen Dreiberg" führten. Eine Sage berichtet von einem Kaiser der sich eines Tages im Wald verirrte. Darauf traf er auf einen Schindelmacher, der ihn zu seinem Gefolge zurück führte. Zum Dank wurde der Stammvater der Schindel reich entlohnt und erhielt ein Wappen mit drei Schindeln. Das Adelswappen der schlesischen Schindel weist Ähnlichkeiten mit dem Wappen von Bernstadt auf, das seit 1574 in deren Besitz war. Vermeintliche Angehörige sollen 1241 in der Schlacht bei Liegnitz teilgenommen haben.  

In Schlesien besaß die früher weitverzweigte Familie vor allem Güter im Weichbild Schweidnitz, darüber hinaus auch in den Weichbildern Jauer, Breslau, Glogau und Oels. Unter der Amtszeit Herzog Heinrich V. erscheint erstmals urkundlich 1280 Elger Schindel. 1342 ist Heintze Schindel als Assessor unter Herzog Bolko gehaltenen Ritterrecht zu Schweidnitz beurkundet. 1415 starb Heinze von Schindel auf Dromsdorf. Sein Epitaph in der Pfarrkirche Unsere Liebe Frau zu Schweidnitz trägt die Inschrift:

„A.D.MCCCCXV. Sabatho post Michaelis obiit Srrenuus Miles Dominus Heinricus Schindel. Der Edle Gestrenge Ritter, Herr Heinricze von Schindel auf Drombsdorff, Domantz, und Hohen=Poseritz ist in Gott verschieden im Jahr nach Christi Geburt 1415. Sonnabend nach Michaelis, lieget in diesem Chor in einer Gruft, zum Haupten der Hochgebohrnen Herzogin Agnetis Weiland Herzogin zu Schweinitz, welche auch seelig verschieden, Anno Christi 1392. am Tage der Reinigung Maria“

1446 starb Martin von Schindel an der Universität Leipzig. 1518 bekleidete Heinrich von Schindel zu Dromsdorf die Ämter des fürstlich-münsterbergischen Rates und Hauptmanns zu Steinau. Der kaiserliche Oberstwachtmeister Caspar von Schindel befehligte 1546 im Kampf gegen die Türken nach Ungarn gesendete Hilfstruppen. 1653 diente Hans Friedrich von Schindel auf Kolunkau Herzog Silvius I. Nimrod von Württemberg-Oels als Kammerjunker. Hildebrand von Schindel zu Hermsdorf und George Friedrich von Schindel auf Frontze nahmen 1653 am Trauerzug Herzog Georg Rudolph von Liegnitz-Brieg als dessen Leichenkondukte teil. 1665 fand die Vermählung von George Rudolph von Schindel und Weistritz des Jüngeren auf Ober- und Nieder-Ludwigsdorf mit Helena, Tochter von Hans Heinrich Freiherr von Hohberg statt. 1694 gehörte ganz Ludwigsdorf seinen Erben, 1700 Heinrich Adolph von Schindel und darauf seiner Witwe Johanna Eleonore geborene von Kuhlhaus.   

#### Prozess um die Familiengruft in Ober Weistritz
Seit 1702 führte George Rudolph von Schindel mit Jakob Ernst von Freyenfels auf Burkersdorf und Friedersdorf einen langwierigen Prozess um eine Gruft in Ober-Weistritz. Der Konflikt begann damit, dass von Freyenfels seine älteste Tochter in der herrschaftlichen Gruft von Ober-Weistritz beisetzen ließ, ohne die Familie von Schindel davon in Kenntnis zu setzen. George Rudolph von Schindel gab an das ausschließliche Beisetzungsrecht zu haben, da es sich um seine Familiengruft handelte, während Jakob Ernst von Freyenfels als Patronatsherr ein Mitbenutzungsrecht forderte. Der Gerichtsbeschluss vom 16. August 1726 entschied zu Gunsten der Familie von Schindel. George Rudolph von Schindel war zu diesem Zeitpunkt bereits verstorben. In der Klagerechtfertigung gab die verwitwete Amalie von Schindel geb. von Zedlitz als Vormund ihrer Kinder wörtlich an:

„Nachdem die Schindelische Familie von undenklichen Jahren her die Güter Ober=Weistritz, Ohmsdorf, Burkersdorf besessen, so ist auch von Selbter nach allen Umbständen und denen in der Kirche von zu Ober=Weistritz noch vorhandenen Monumenten die daselbst befindliche Gruft von ein Schindelssches Erb=Begräbnis  geachtet, und darin bloß die verblichenen Körper von dieser Familie hinterlegt worden, welches denn diese Meinung umb so viel mehr bestärket, weil außer der Gruft, nur in der Kirche Grabstätten von andern alten Geschlechtern, die diese Güter und besonders Burkersdorf in Besitz gehabt, angetroffen werden... Wenn dann nachgehends Burkersdorf an Tit. Herrn Jacob Ernst von Freyenfelz gediehen und Anfangs zwischen Selbten und den leg verstorbenen Herrn Georg Rudolf von Schindel auf Ober-Weistritz eine gute nachbarliche Harmonie gewesen, hat zwar dieser lettere als Herr v. Freyenfelz ihn um die vermuthete Schlüssel zu dieser Gruft und Vergünstigung die Leiche seines abgelebten Kindes in die geraume Gruft zu legen, höflich ersuchen lassen, Anno 1700 darein gewilliget :“

### Dänemark und Oberlausitz
In der zweiten Hälfte des 17. Jahrhunderts war Wiglas von Schindel in Dänemark Oberhof- und Oberstallmeister König Christian V. der 1691 in Kopenhagen eine Ritterakademie gründete. Charlotte Helene von Schindel († 1752), war Hofdame und Geliebte von König Friedrich IV., der sie in den Grafenstand erhob. Während das Geschlecht in Schlesien erlosch, blühte es bis zum 19. Jahrhundert in der Oberlausitz fort. Carl Wilhelm Otto August von Schindel besaß bei Görlitz und Lauban die Güter Ober- und Nieder-Schönbrunn, Eckersdorf und Nieder-Steinkirch. 1857 fungierte Carl Otto von Schindel, Herr auf Schönbrunn, als Kammer- und Domherr. Die letzte Namensträgerin Ottonie von Schindel und Dromsdorf († 1903) heiratete Johann Ernst von Einem, dem am 31. August 1867 die königlich preußische Namen- und Wappenvereinigung zu "Einem-Schindel" genehmigt wurde. 

## Besitzungen

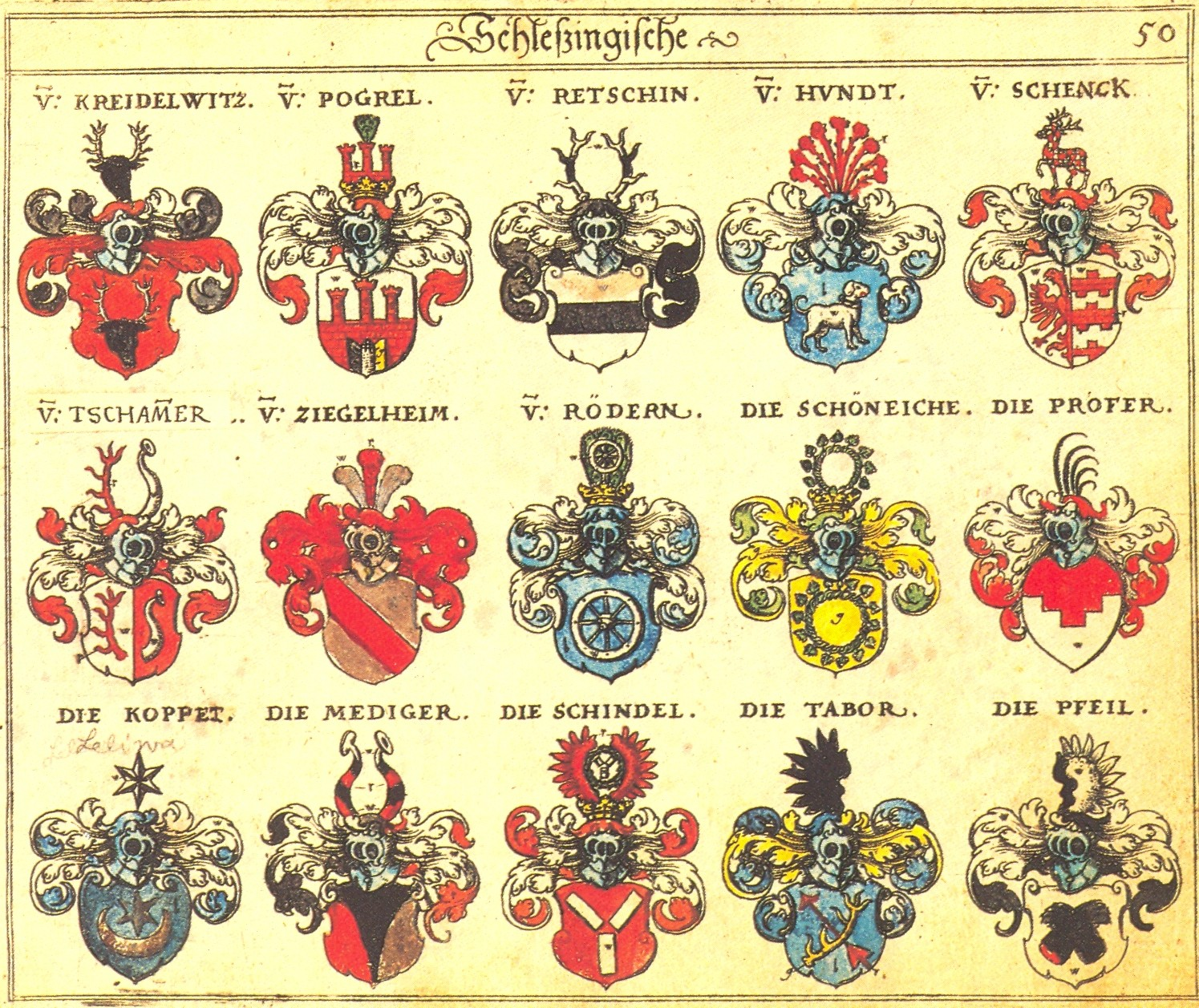
Wappen derer von Schindel in Siebmachers Wappenbuch

- Arnsdorf
- Benkendorf
- Bernstadt
- Breitenhain
- Burkersdorf
- Cammerau
- Dromsdorf
- Domanze
- Eckersdorf
- Fehebeutel
- Girlachsdorf
- Groß Mohnau
- Grunau
- Hohendorf
- Hohenposeritz
- Konradswaldau
- Kreppelhof
- Lauterbach
- Liebichau
- Leipe
- Lohnig
- Ludwigsdorf
- Neudorf
- Nimkau
- Ober-Bögendorf
- Ober-Weistritz
- Ohmsdorf
- Pansdorf
- Peterwitz
- Raaben
- Rosenthal
- Sadewitz
- Sasterhausen
- Schlesierthal
- Schönbrunn
- Schönfeld
- Steinkirch
- Stephansdorf
- Streit
- Tarnau
- Wernersdorf
- Wierischau

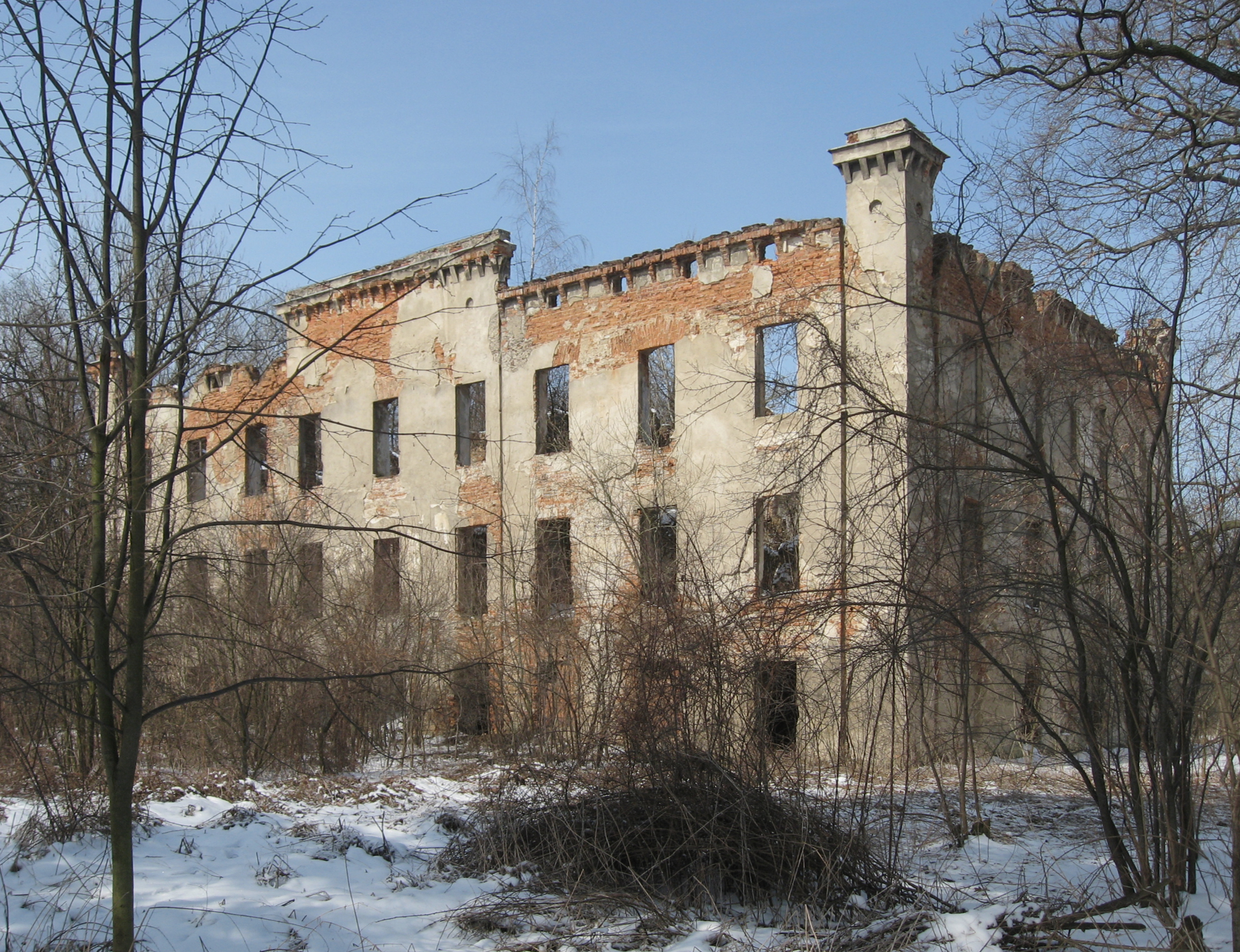
Schloss Arnsdorf
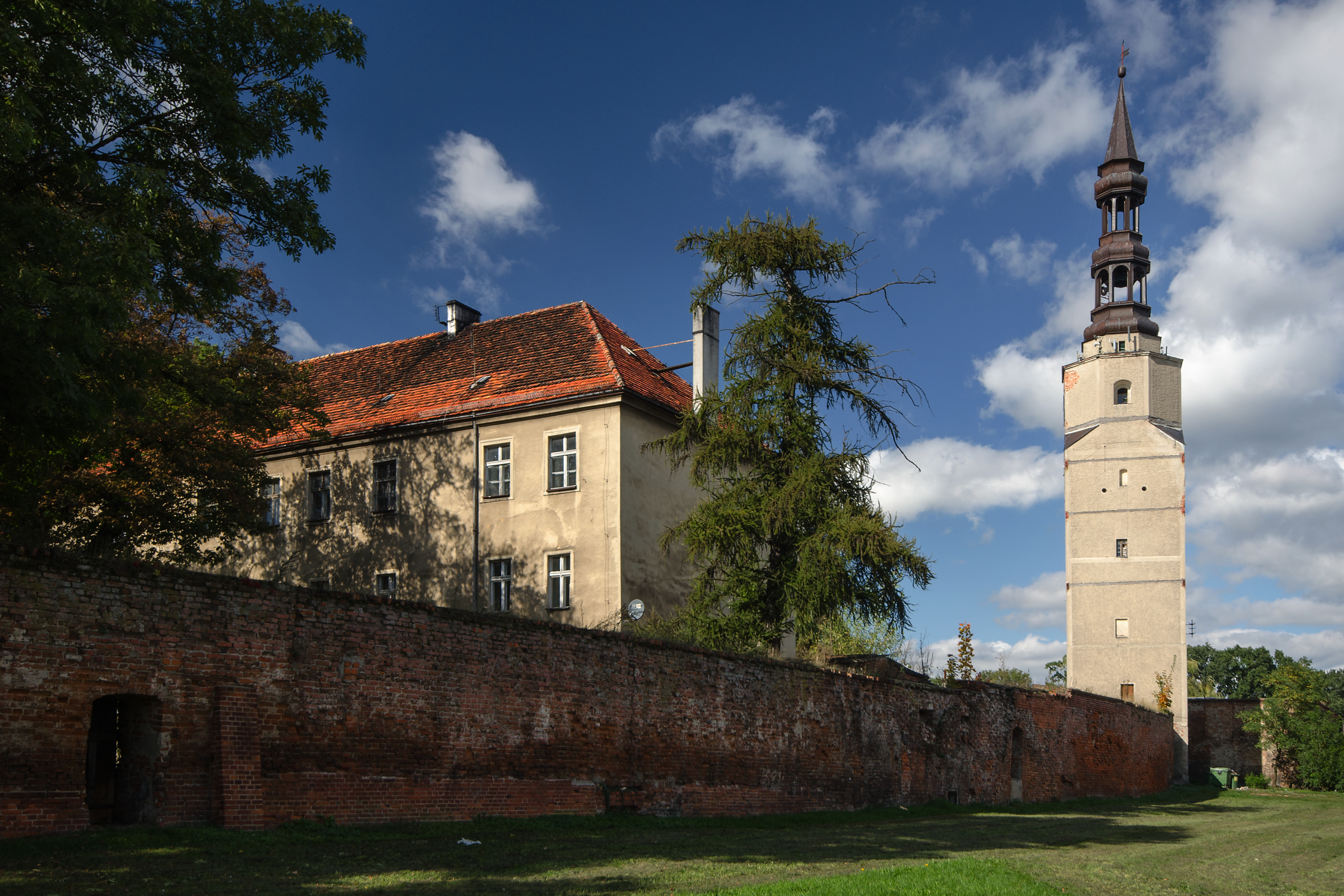
Schloss Bernstadt
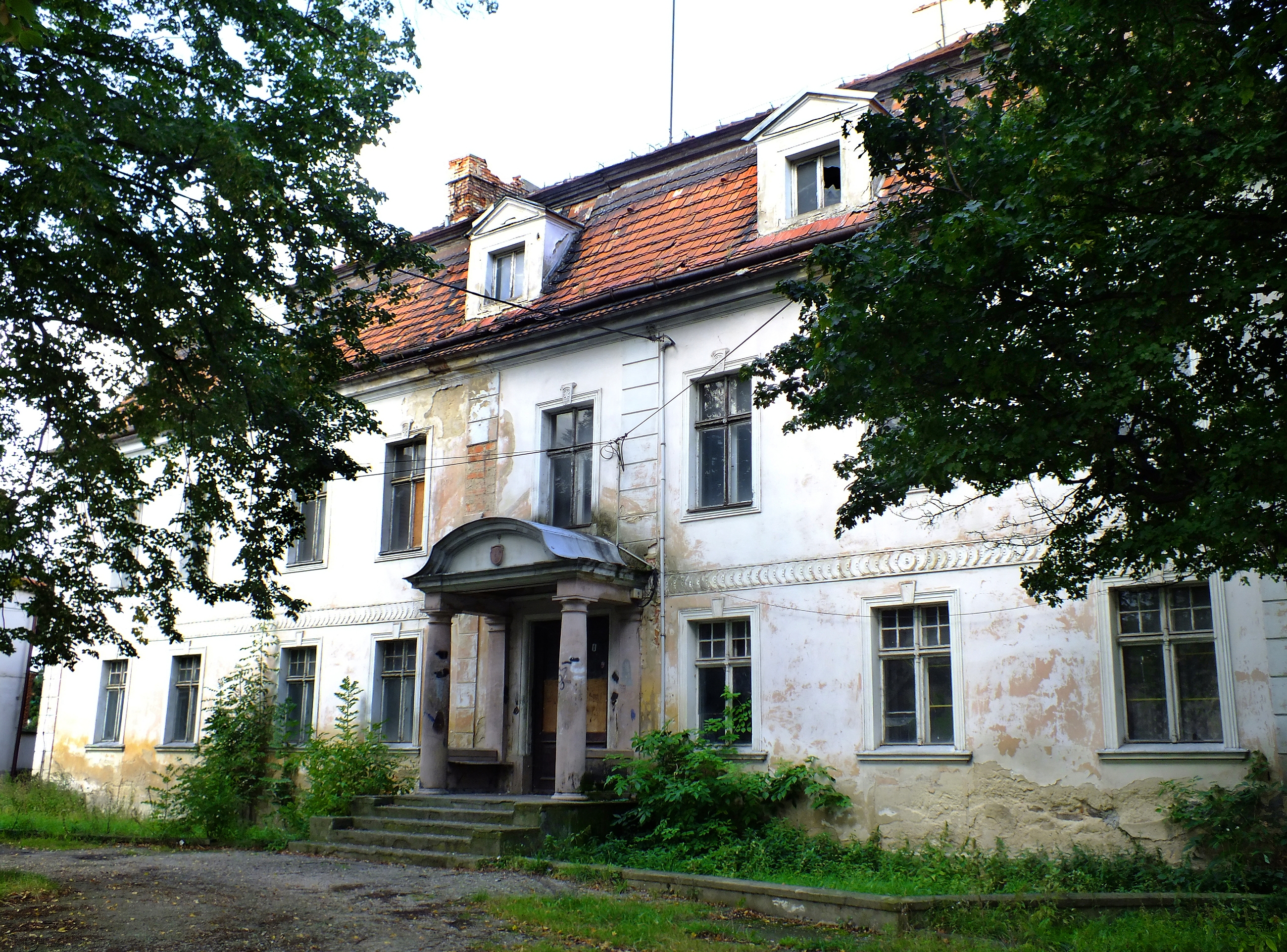
Schloss Cammerau
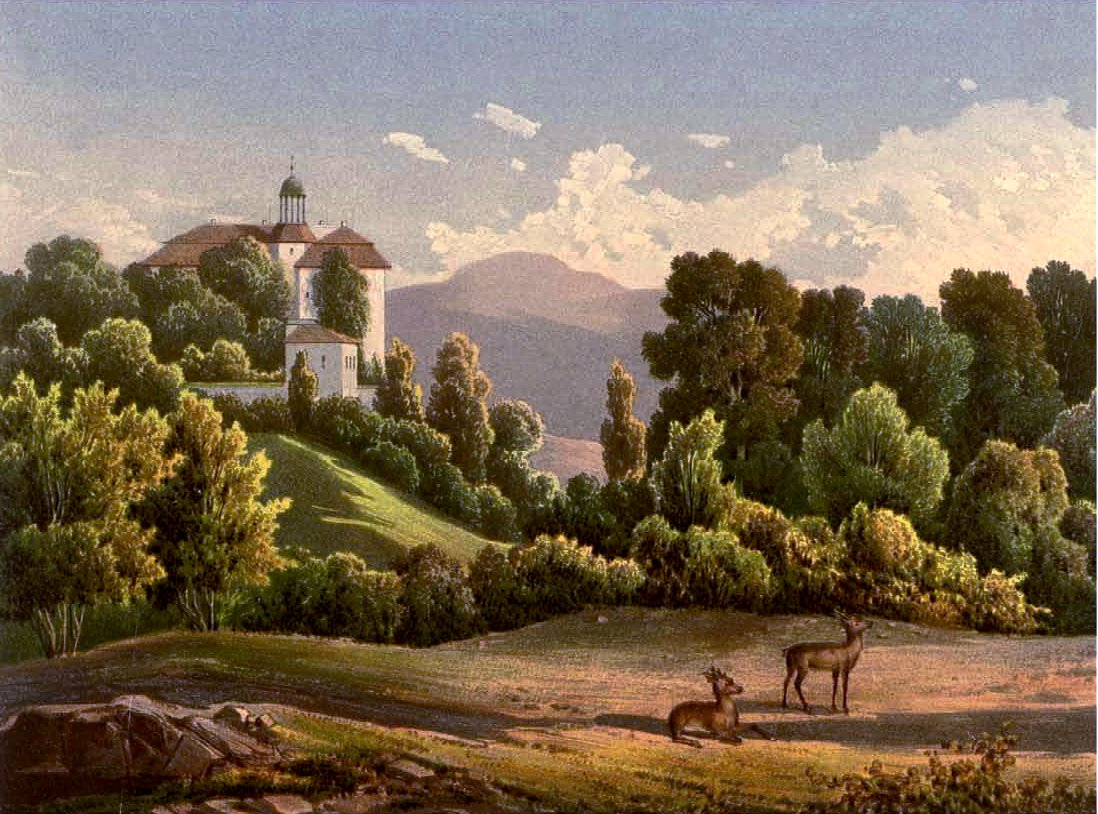
Schloss Domanze
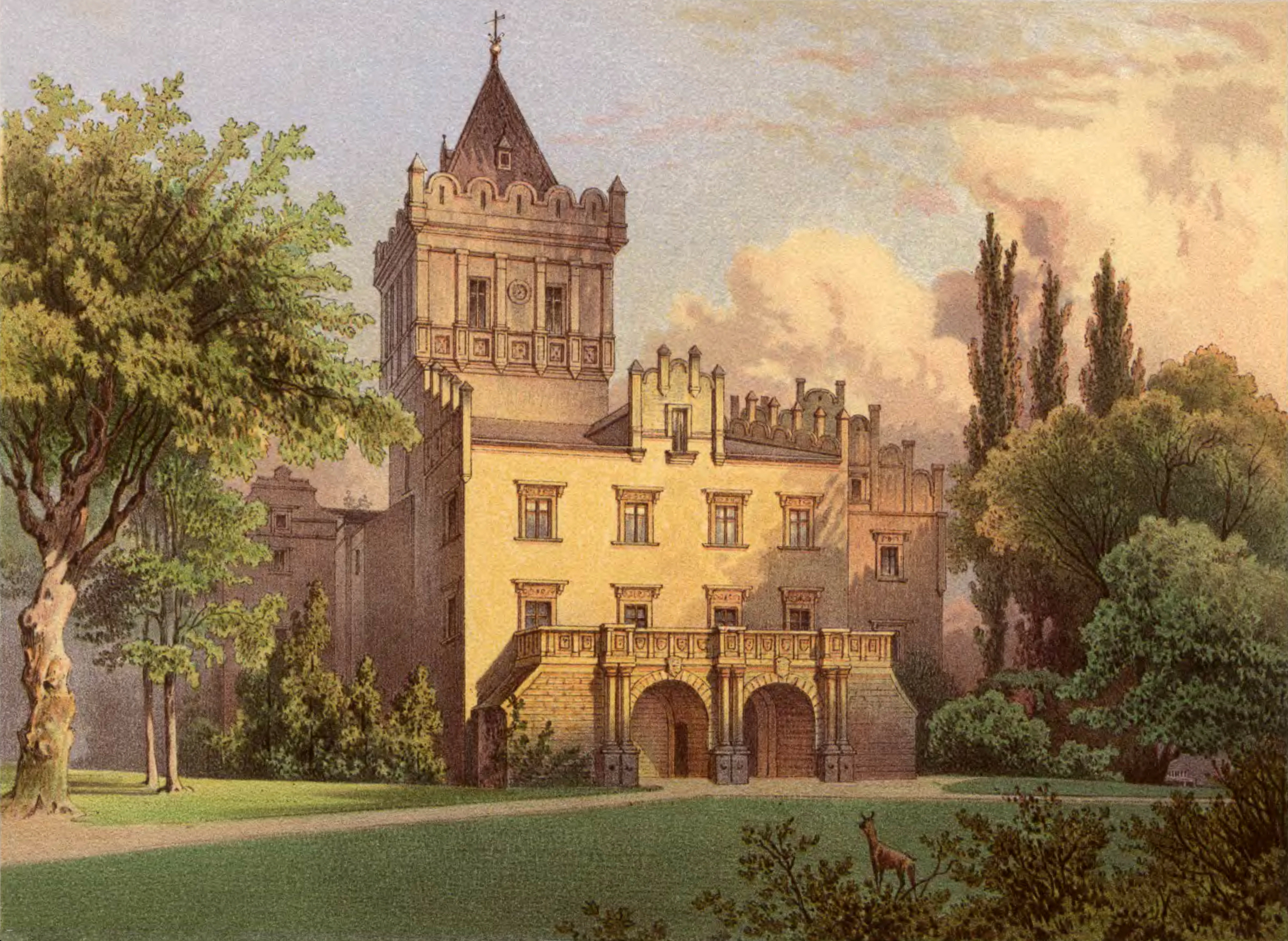
Schloss Kreppelhof
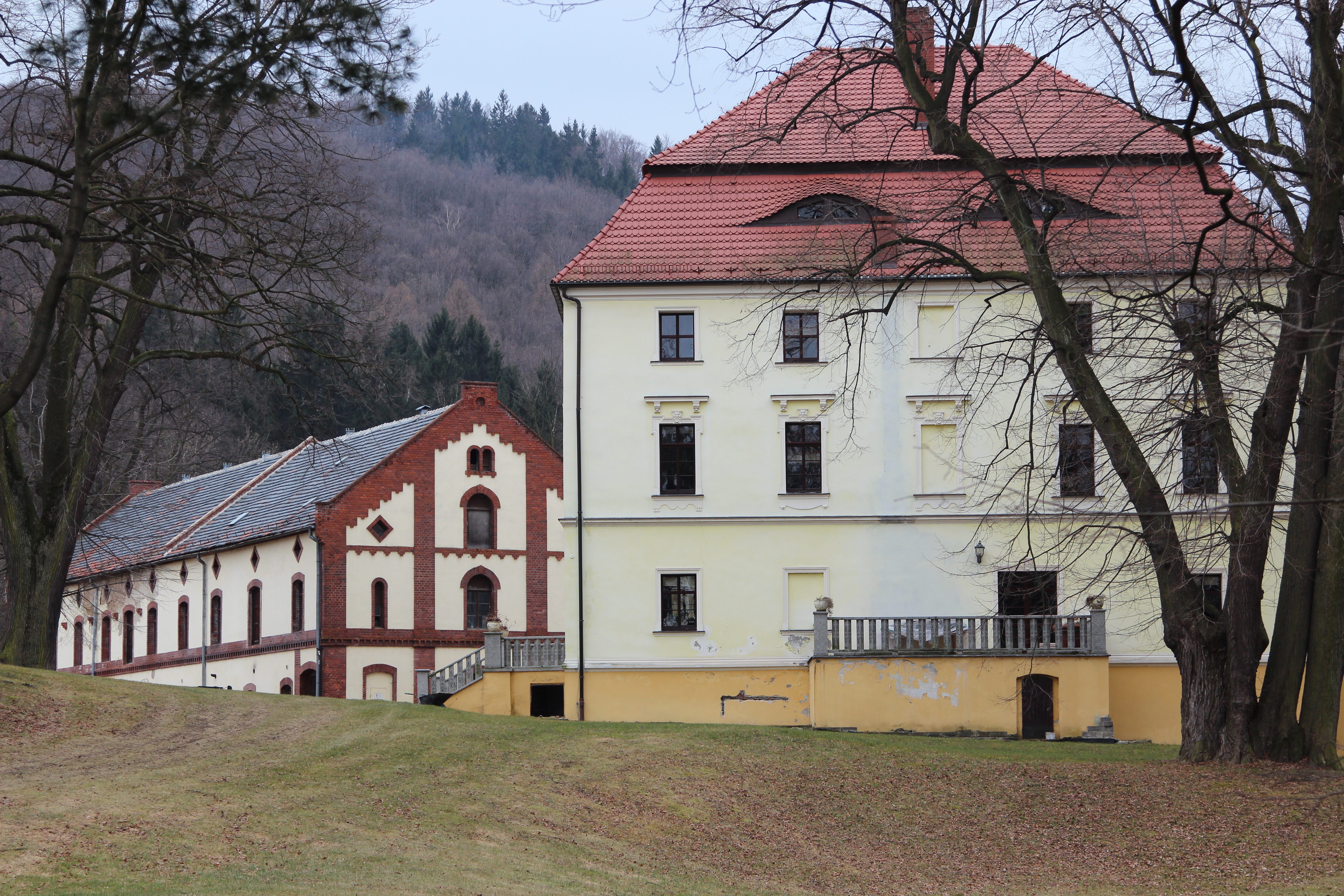
Schloss Ober-Bögendorf
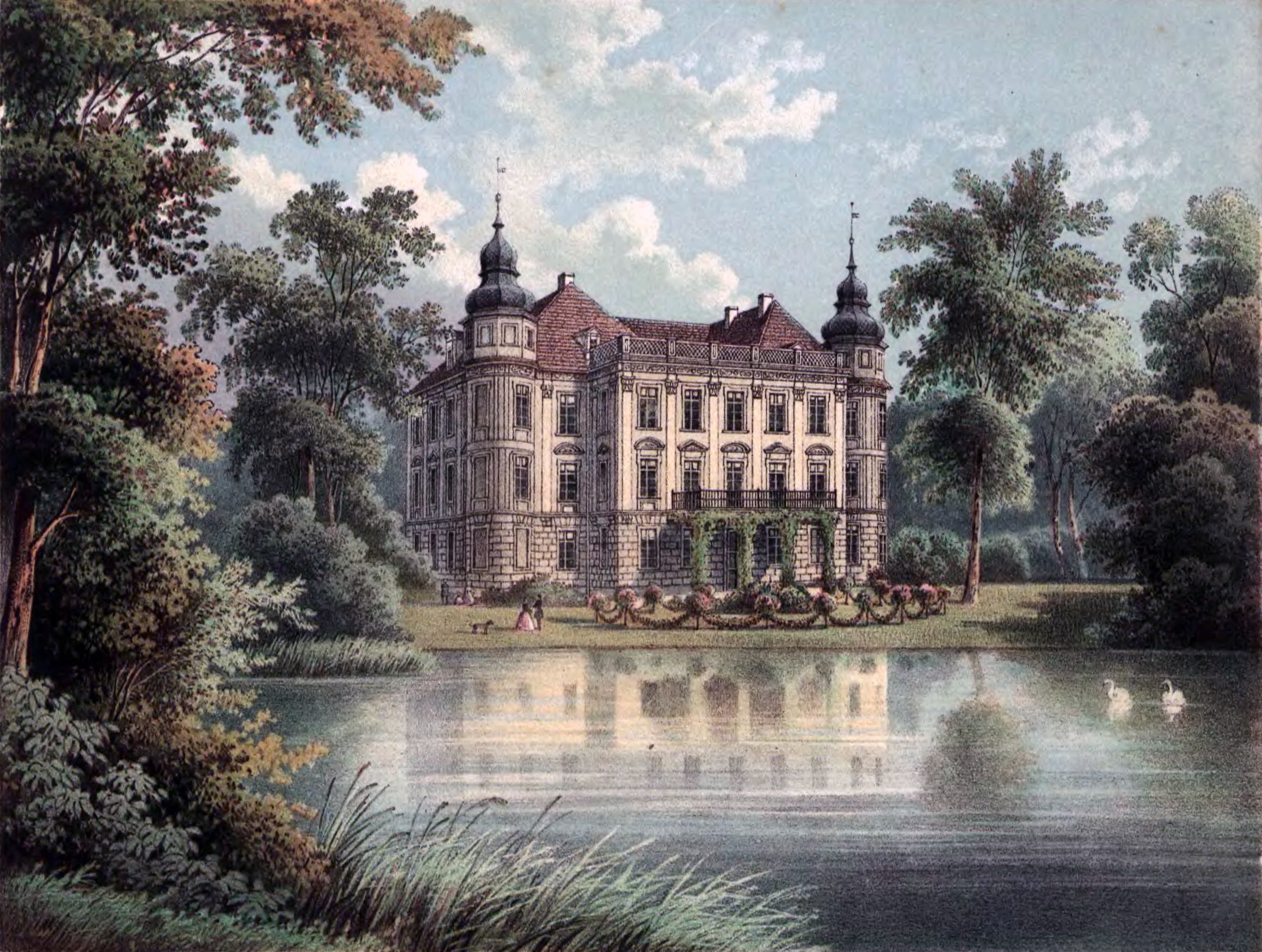
Schloss Ober-Stephansdorf
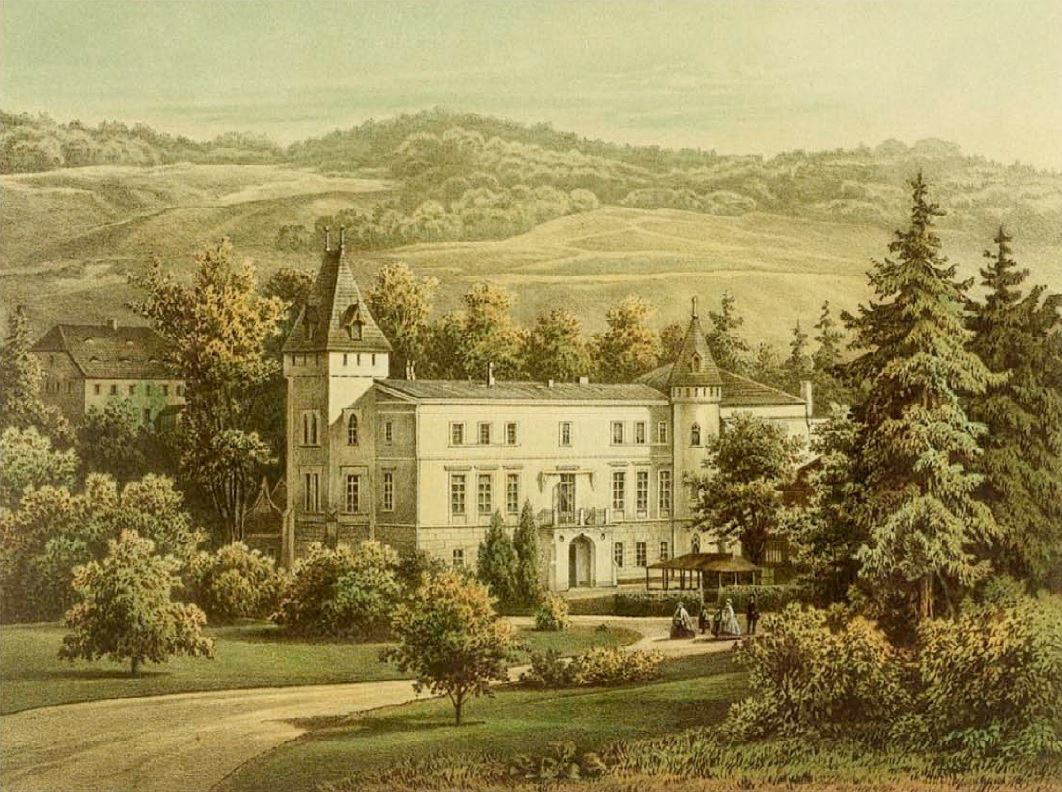
Schloss Ober-Weistritz
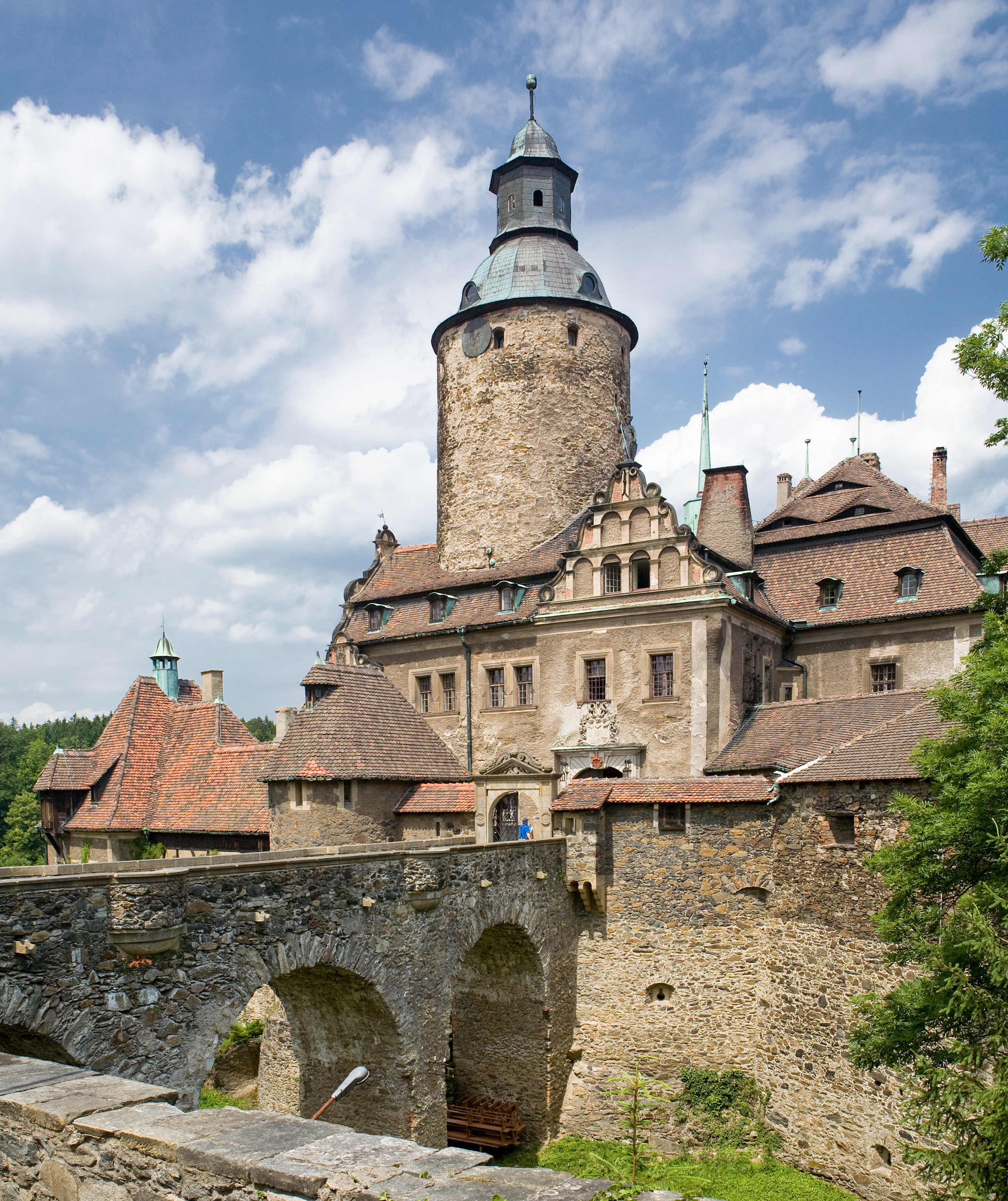
Burg Tzschocha

## Wappen
Blasonierung des Stammwappens: In Rot drei silberne Schindeln, von denen zwei gegen die Oberwinkel, die dritte gegen den Boden des Schildes gerichtet ist. Auf dem gekrönten Helm zwischen zwei roten Flügeln ein grüner Kranz, in diesem drei Schindeln. Die Helmdecken sind rot und silbern.

## Genealogie
- Wiglas (I.) von Schindel († 1622), ⚭ 1.) Barbara von Zedlitz, ⚭ 2.) Anna von Hund, ⚭ 3.) Eva von Langenau
  - Anna Maria von Schindel, ⚭ 1602 Gabriel von Hund und Altengrottkau
  - Carl von Schindel († 1650) auf Ohmsdorf und Schlesierthal
  - George Rudolph (I.) von Schindel auf Weistritz, Ohmsdorf und Ludwigsdorf, ⚭ Helena Barbara Gräfin von Hochberg
    - Hans Wiglas von Schindel auf Ludwigsdorf
    - George Rudolph (II.) von Schindel († 1723) auf Weistritz, Breitenhain, Ohmsdorf und Schlesierthal, ⚭ Amalie Dorothea von Zedlitz
      - Friedrich Rudolph von Schindel, starb jung
      - George Rudolph (III.) von Schindel
      - Christian Rudolph von Schindel

  - Hildebrand von Schindel auf Hermannsdorf
  - Gottfried von Schindel auf Hermannsdorf
  - Wiglas (II.) von Schindel auf Burkersdorf, ⚭ Hedwig von Gellhorn
    - Wiglas (III.) von Schindel (1643–1695), dänischer Oberhof- und Oberstallmeister, ⚭ Anna Helena Freiin von Horn
    - Helena Katharina von Schindel, ⚭ 1677 Hans Wolfram von der Heyde
    - Elisabeth Eleonore von Schindel (1659–1696), ⚭ 1687 Konrad Gottlob Reichwald von Kämpfen

## Sonstige Angehörige

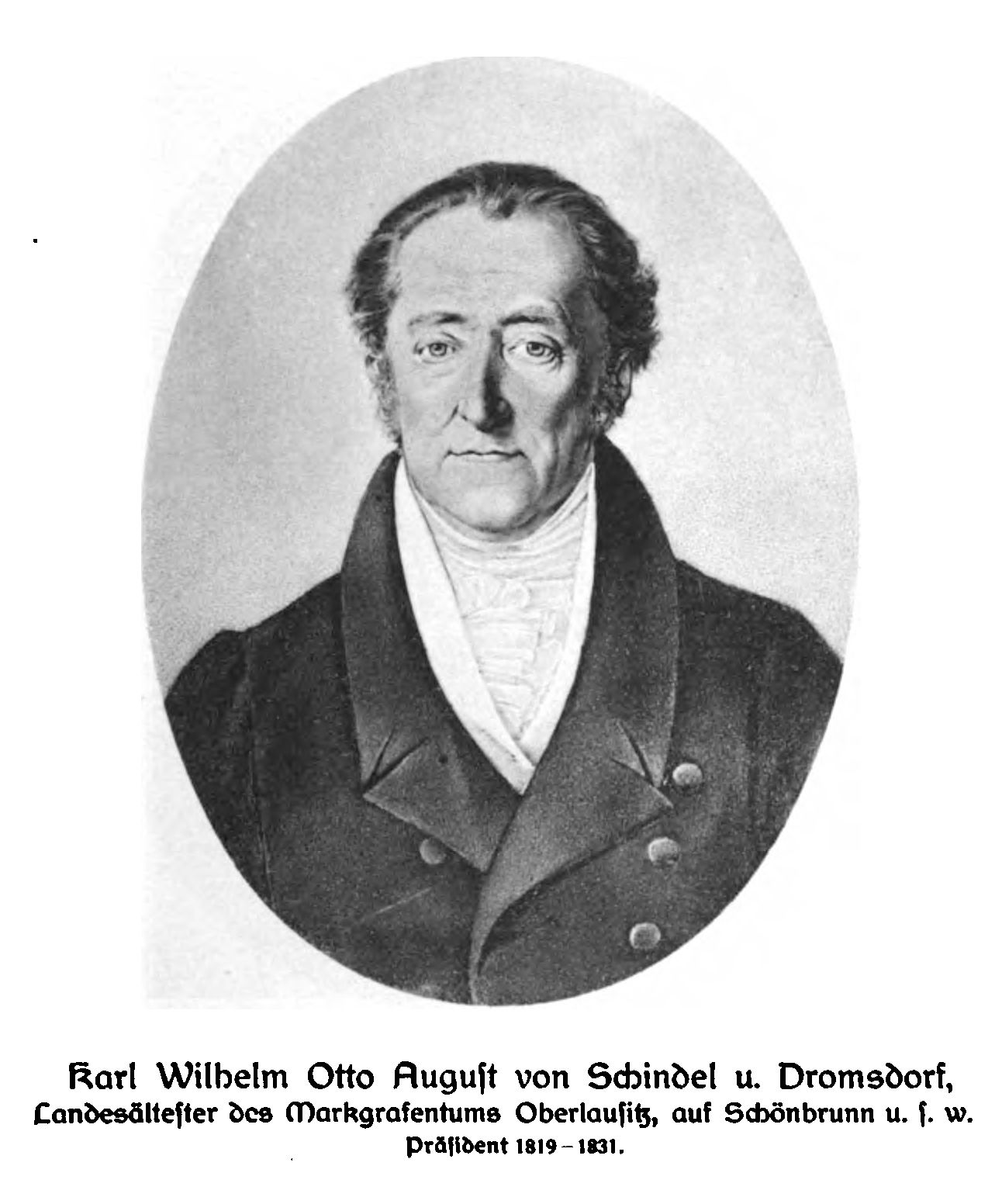
Carl Wilhelm Otto August von Schindel

- Carl Wilhelm Otto August von Schindel (1776–1830), deutscher Bibliograf, Schriftsteller und Mäzen
- Charlotte Helene von Schindel († 1752), dänische Adlige, Hofdame und Mätresse von König Friedrich IV.
- George Rudolph von Schindel, preußischer Landrat des Landkreises Reichenbach (Eulengebirge)
- Wiglas von Schindel (1643–1695), dänischer Oberhof- und Oberstallmeister von König Christian V.